# Camp Fire

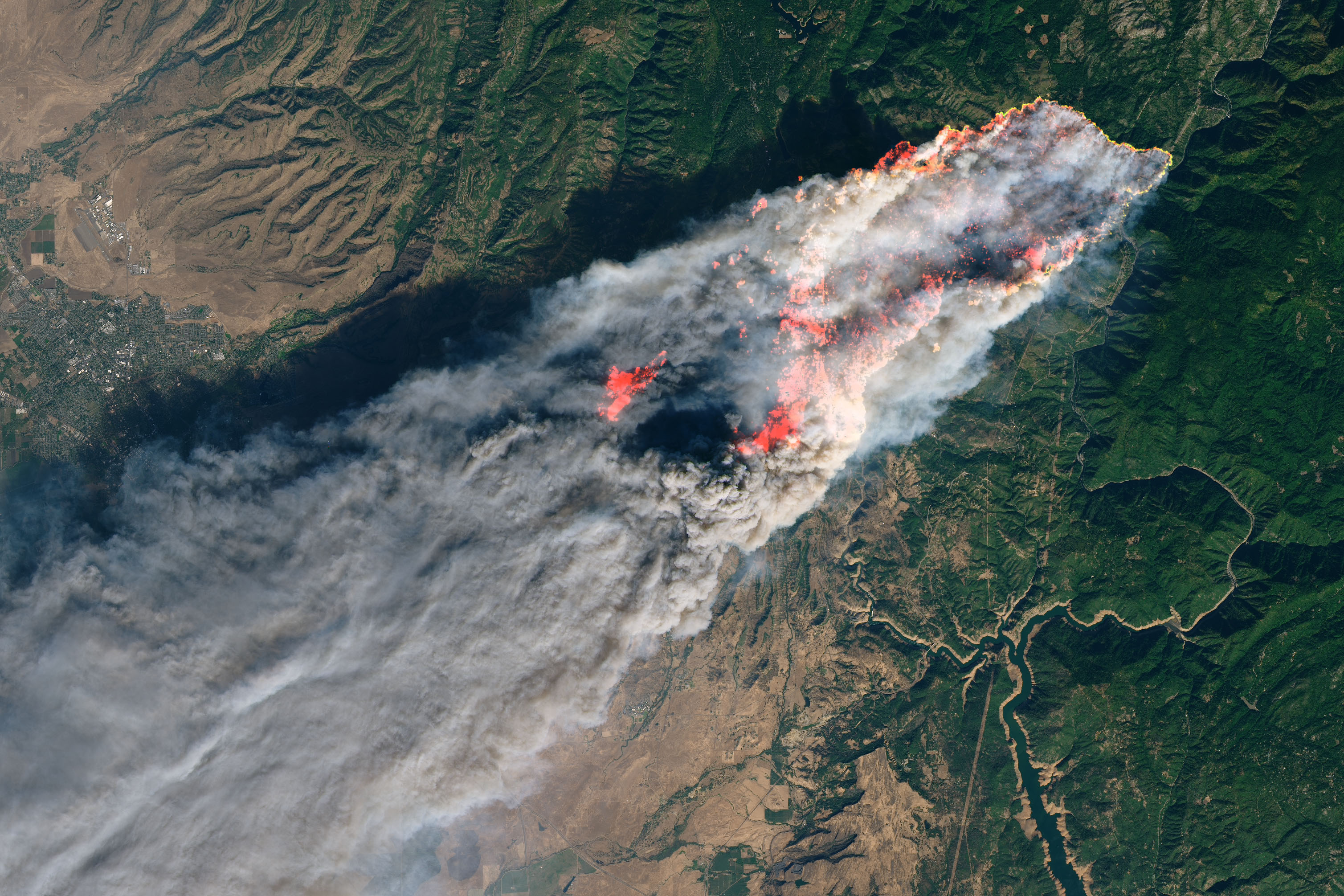
Das Camp Fire in einer Aufnahme vom Landsat 8-Satelliten am 8. November 2018

Das Camp Fire war ein Waldbrand, der am Morgen des 8. November 2018 in Butte County, Nordkalifornien ausbrach. Er ist benannt nach dem Ort des Ausbruchs, der Camp Creek Road. Innerhalb weniger Stunden entwickelte er sich zum sowohl tödlichsten als auch zerstörerischsten Waldbrand in der Geschichte Kaliforniens. Angefacht von starken Winden und begünstigt durch ungewöhnlich trockene Wetterbedingungen breitete sich das Feuer rapide aus und schloss viele Menschen auf der Flucht vor den Flammen ein. Bis zum Morgen des 10. November 2018 lokaler Zeit wurden nach offiziellen Angaben geschätzt 6713 Gebäude zerstört, womit das Camp Fire das Tubbs Fire aus dem Vorjahr als zerstörerischster Waldbrand Kaliforniens übertraf. Bis zum Morgen des 13. November kamen mindestens 42 Menschen ums Leben, wodurch es auch das Griffith Park Fire von 1933 als Waldbrand mit den meisten Todesopfern (bis dahin: 29) ablöste. Bis zum 14. November 9 Uhr PST (18 Uhr MEZ) wurden 6 weitere Leichen gefunden, während sich die Fläche des bisher verbrannten Waldgebietes auf rund 55.000 Hektar belief. Am späten Nachmittag erhöhte sich nach weiteren Leichenfunden die Zahl der Toten auf 59. In den darauf folgenden Tagen wurde die Anzahl der Todesopfer täglich nach oben korrigiert. Die Löscharbeiten zur Eindämmung des Feuers wurden ab dem 22. November 2018 durch einsetzenden Starkregen unterstützt, dauerten jedoch an. Ab dem 25. November 2018 bezeichnete Cal Fire, das California Department of Forestry and Fire Protection, den Brand als eingedämmt. Nach offiziellen Angaben kamen bei dem Feuer 86 Zivilisten ums Leben, 3 Feuerwehrleute wurden verletzt. Insgesamt verbrannten 62.053 Hektar Waldgebiet, 14.500 Gebäude sowie 4293 kleinere Bauwerke wurden zerstört und weitere 564 Gebäude beschädigt.

## Verlauf des Feuers

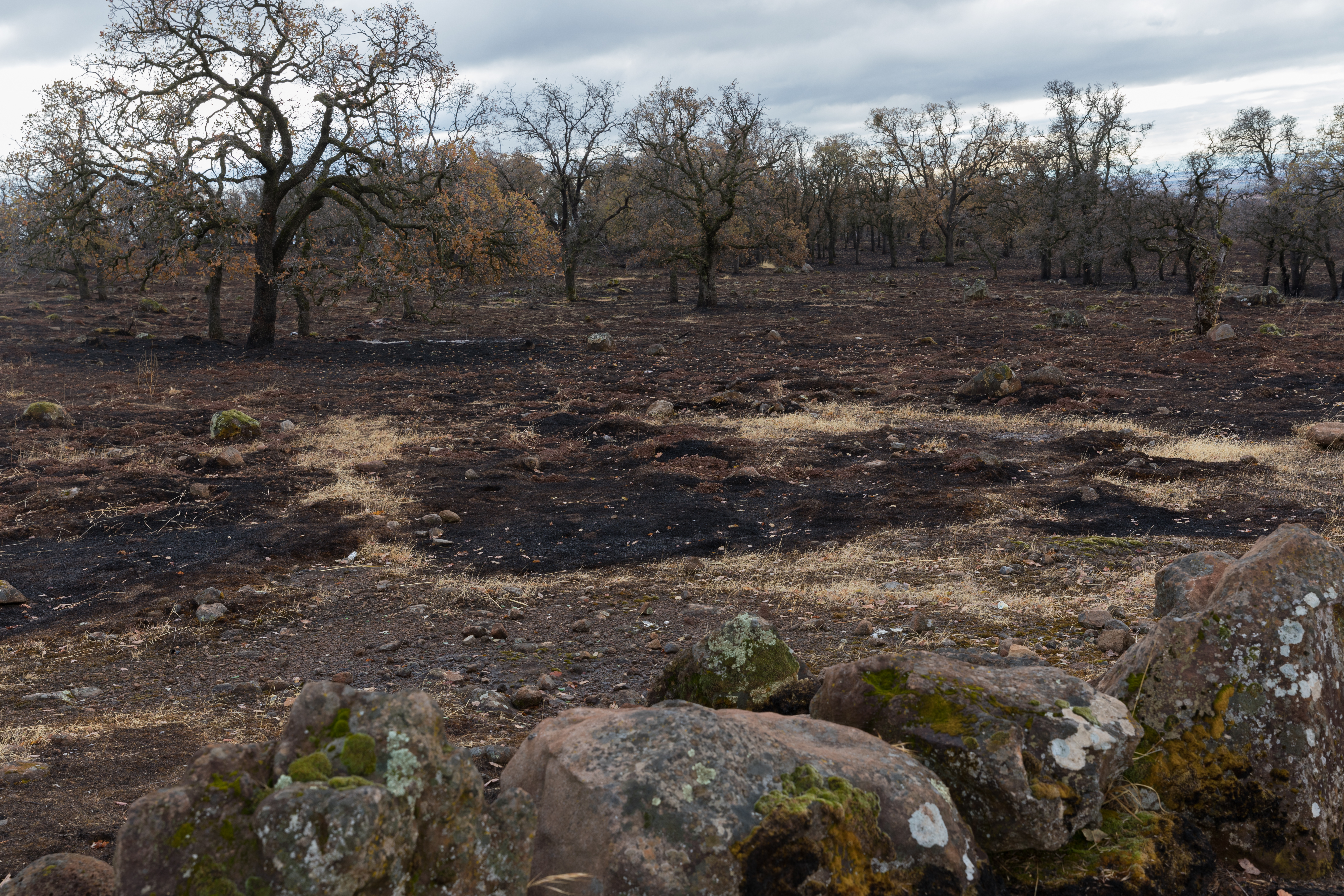
Brandschäden entlang der Humboldt Road in Chico

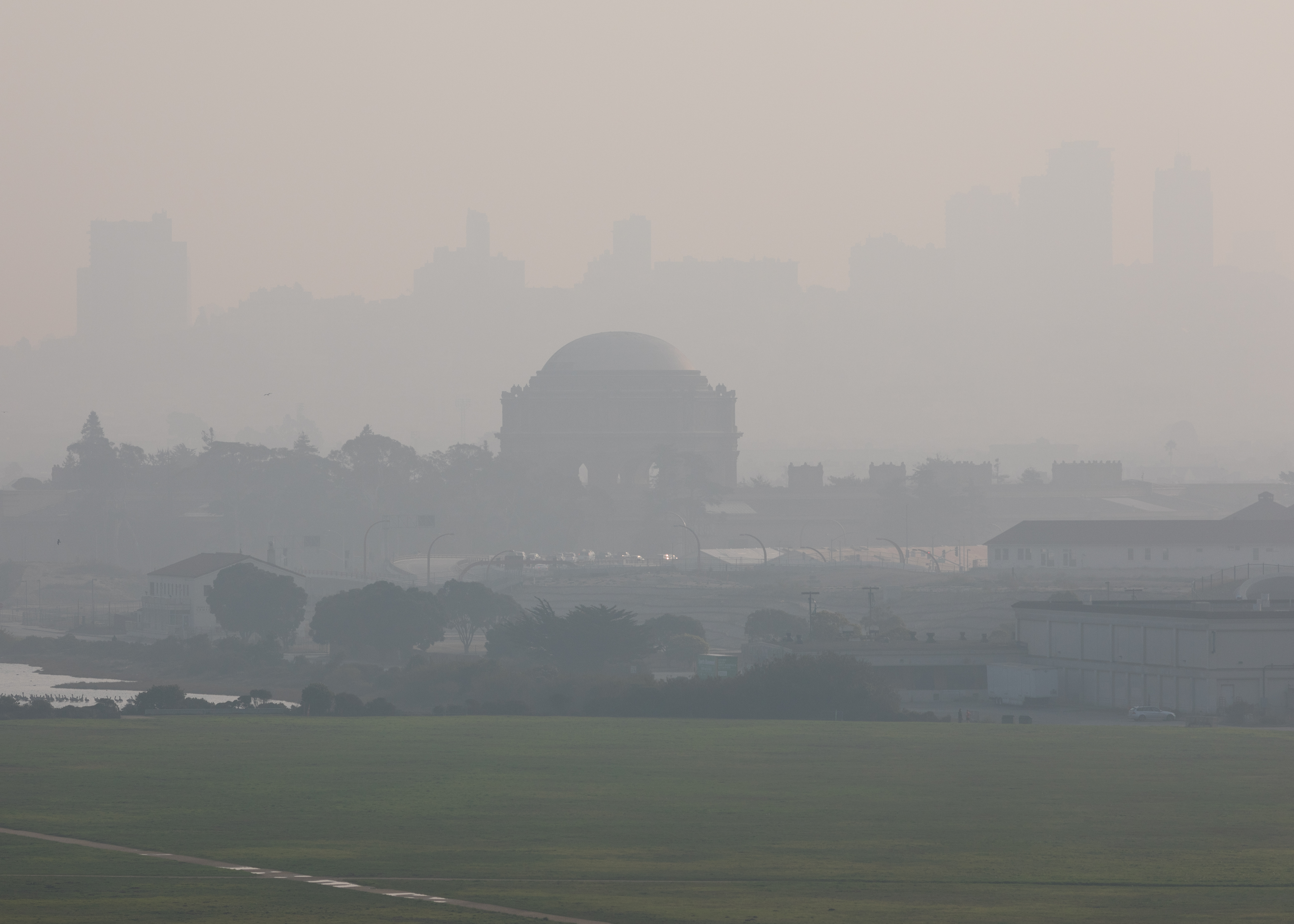
Die Skyline von San Francisco vom Presidio aus gesehen, während des Camp Fires

Das Camp Fire brach bei Sonnenaufgang am 8. November 2018 aus und wurde um 6:33 Uhr PST erstmals in der Nähe von Pulga in Butte County, Nordkalifornien gesichtet. Die ersten Brandbekämpfer der Feuerwehr trafen nach 10 Minuten ein, meldeten jedoch, dass sich die Flammen aufgrund der extremen Trockenheit und starker Winde bereits rasant ausbreiteten. Der National Weather Service hatte zu diesem Zeitpunkt für nahezu ganz Nord- und Südkalifornien eine Red flag warning veröffentlicht – eine Warnmeldung wegen erheblicher Waldbrandgefahr. Die Evakuierung der Städte Paradise und Concow wurde eingeleitet. Weil sich das Feuer schnell ausbreitete, konnten viele Einwohner die Städte Concows und Paradise nicht rechtzeitig verlassen. Die Feuerwehr konzentrierte sich fortan auf die Rettung der Einwohner, eine Bekämpfung des Feuers versprach keinen Erfolg. Scott McLean vom California Department of Forestry and Fire Protection (Abteilung für Forstwesen und Brandschutz Kalifornien, Cal Fire) sprach später von einer nahezu vollständigen Zerstörung des Ortes Paradise.
Im weiteren Verlauf wurden auch die Gemeinden Magalia und Yankee Hill evakuiert. Zahlreiche weitere Kommunen, darunter Chico und Oroville, waren vom Feuer bedroht. Die Bewohner der Stadt Sacramento, Hauptstadt des US-Bundesstaates Kalifornien, wurden wegen der starken Luftverschmutzung durch den Rauch von Camp Fire aufgefordert, ihre Häuser nicht zu verlassen.

## Ursachen
Als Brandursache wurde ein möglicher technischer Defekt an einer Stromleitung des Energieversorgers Pacific Gas and Electric (PG&E) untersucht, unterhalb derer das Feuer entstanden sein soll. Ein Untersuchungsbericht des kalifornischen Amts für Forstwirtschaft und Brandschutz (CAL Fire) bestätigte die Annahme, dass Stromleitungen von PG&E das Feuer auslösten.
Der damalige US-Präsident, Donald Trump, machte auf Twitter hingegen eine „schlechte Forstbewirtschaftung“ für das Ausmaß der Naturkatastrophe verantwortlich, und drohte mit dem Entzug von staatlichen Geldern. Brian K. Rice, Präsident des Verbands kalifornischer Berufsfeuerwehren, wies die Anschuldigungen zurück und nannte sie „schlecht informiert“.